# Вавкавски рејон
Вавкавски рејон (блр. Ваўкавыскі раён; рус. Волковысский район) административна је јединица другог нивоа у југозападном делу Гродњенске области у Републици Белорусији.
Административни центар рејона је град Вавкависк.

## Географија
Вавкавски рејон обухвата територију површине 1.192,85 км² и на 14. је месту по површини међу рејонима Гродњенске области. Граничи се са Пружанским рејоном Брестске области на југу, Свислачким и Бераставичким рејонима на западу, на северу је Маставски, а на истоку Зељвански рејон.
Рејон обухвата подручје нешто издигнутијег и благо заталасаног Вавкавског побрђа, са просечним надморским висинама између 140 и 200 м. Највиша тачка налази се источно од града Вавкависка и лежи на висини од 235,4 метра.
Најважнији водоток је река Рос са својим притокама (део басена реке Њемен).
Око 62% површине је под ораницама.

## Историја
Рејон је основан 15. јануара 1940. године. Град Вавкависк је од 1. јануара 1998. фузионисан са рејоном у јединствену административну целину.

## Демографија
Према резултатима пописа из 2009. на том подручју стално је било насељено 75.329 становника или у просеку 63,1 ст/км².
| 1959.  | 1970.  | 1979.  | 1989.  | 1999.  | 2009.  |
| ------ | ------ | ------ | ------ | ------ | ------ |
| 65.533 | 69.461 | 71.178 | 77.653 | 84.816 | 75.329 |

Основу популације чине Белоруси (63,35%), Пољаци (24,96%), Руси (8,71%), Украјинци (1,6%) и остали (1,38%).
Административно рејон је подељен на подручје града Вавкависка који је уједно и административни центар рејона, на две варошице Рос и Краснасељск и на 9 сеоских општина. На територији рејона постоји укупно 191 насељено место.